# Silvano Basagni
Silvano Basagni (Firenze, 1938. augusztus 6. – Firenze, 2017. május 10.) olimpiai bronzérmes olasz sportlövő.

## Pályafutása
A sportlövészet trap versenyszámában szerepelt. Az 1972-es müncheni olimpián bronzérmet szerzett. Részt vett az 1976-os montréali és az 1980-as moszkvai olimpián is. Utóbbin a hetedik helyen végzett.

## Sikerei, díjai
- Olimpiai játékok
  - bronzérmes: 1972, München – trap